# 沙理士
沙利士，大紫荊勳賢，CBE，JP（1920年1月13日—2020年3月6日），前譯沙理士，葡萄牙裔香港人，香港體育界知名人士，著名社會活動家，被稱為「香港奧運之父」。

## 家族背景
19世紀時候沙利士家族第二代，由里斯本開始移居澳門，其後三、四代活躍於上海與廣州，到沙利士父親（第五代）1930年代在香港開設商行，奠定家族在香港的基礎。

## 生平
沙利士出生於廣州沙面，8歲開始輾轉到多間天主教學校讀書，包括香港聖若瑟小學、喇沙書院、澳門聖若瑟修院以及澳門 St. Luís Gonzaga College 。他原準備接手家族生意，二戰爆發後走難到澳門。戰後返到香港進入瑞記洋行工作，並與幼時好友結婚，1946年加入重建域多利遊樂會的工作組，協助重建葡萄牙俱樂部西洋會館，並加入主持會所與體育事務。1950年在紐西蘭奧克蘭舉辦的英聯邦運動會，會方曾邀請域多利遊樂會派出賽艇隊參加比賽，促使沙利士向國際奧林匹克委員會申請正式承認香港的資格。
1972年夏季奧林匹克運動會選手村遭巴勒斯坦激進分子黑色九月闖入的事件中，時為香港代表團團長的沙利士避開警察防線，直接與軍事組織領袖談判，成功遊說釋放兩名被挾持的香港隊人員（柔道管理人蔡德培及游泳教練黃少雄）。此外，沙理士曾長期擔任市政局主席（1973年至1981年）、港協暨奧委會主席（至1999年）、香港房屋委員會委員（1972-1980）、西洋會館會長（1968年至2002年）。
1998年為表彰沙利士對推動香港體育及奧林匹克運動的發展，獲香港特別行政區政府頒授大紫荊勳章。
2020年3月6日，沙利士以百歲高齡與世長辭。

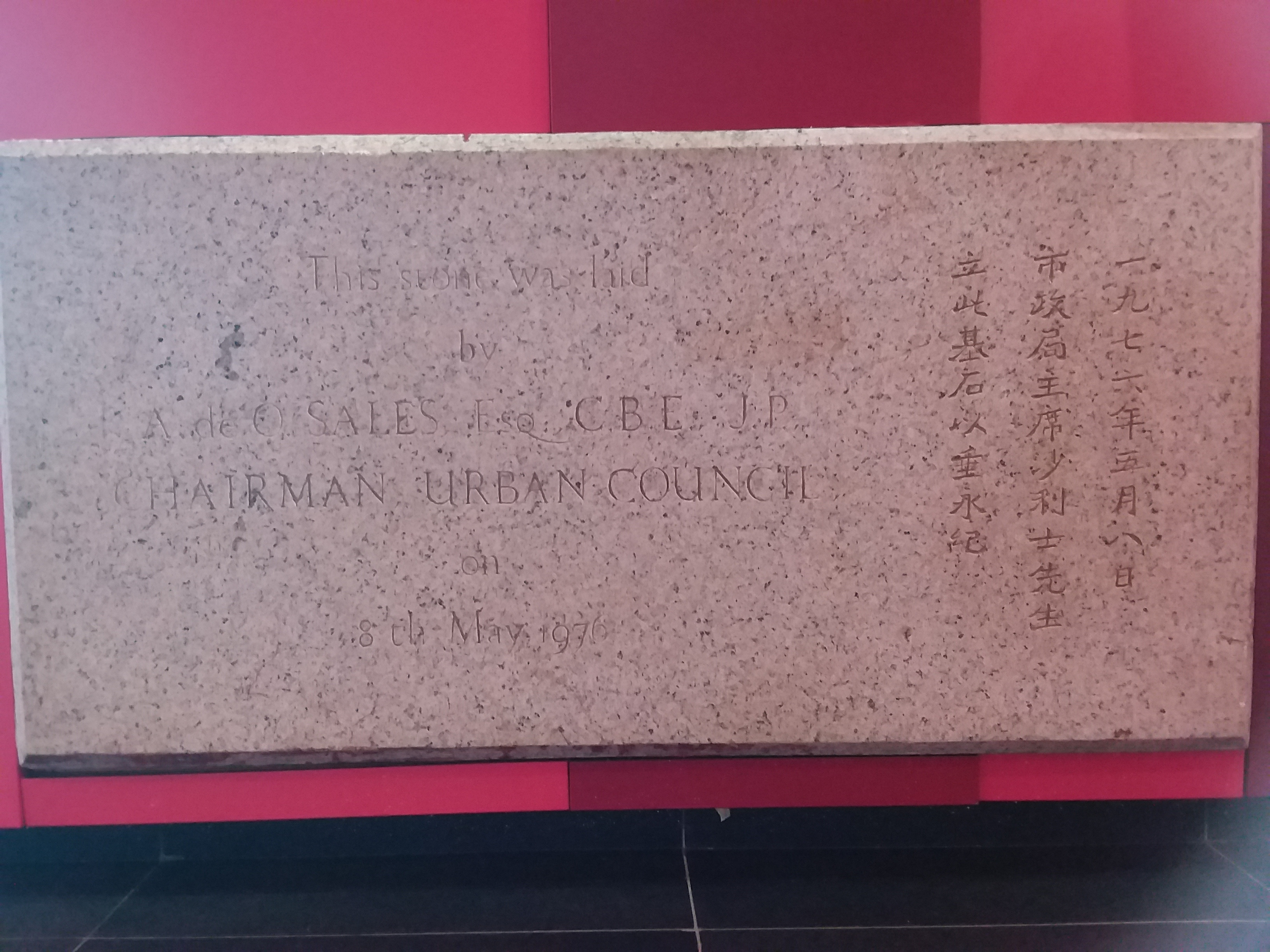
沙利士擔任市政局主席時，主持香港大會堂附屬建築物（現址展城館）啟用所立之基石

## 個人生活
沙理士於1946年與葡籍人士 Edith Nolasco da Silva 在香港結婚，婚後不生育。

## 外部連結
- 董建華宴請前市政局主席 （页面存档备份，存于）

| 前任：（由市政事務署署長兼任） | 市政局主席 1973年4月1日－1981年3月31日 | 繼任：張有興 1981年4月1日－1986年3月31日 |